# Khidr
Khidr, eller Khidhr, Khizr, Khizir, Hızır, är ett ursprungligen arabiskt namn. Personer med detta namn inkluderar:
- Al-Khidr, en muslimsk profet
- Khidr Khan, indisk härskare
- Khizr Khair ed-Din (Barbarossa), härskare över Alger och kapare i Medelhavet på 1500-talet